# Куш собачий
«Куш собачий» (англ. Lucky) — комедия от режиссера Оливье Ван Хуфстадта, главные роли в которой исполнили Микаэль Юн, Албан Иванов и английский бигль. 
Премьера фильма состоялась во Франции на кинофестивале L'Alpe d'Huez Film Festival
17 января 2020 года. В России фильм вышел в онлайн-кинотеатрах 16 октября.

## Синопсис
Как поправить своё финансовое положение без особых усилий? Для начала будет не лишним обзавестись мозговитым другом без тормозов. Теперь, нужно похитить полицейского пса, делов-то. Нюх на неприятности вы уже заработали, а остальное — куш собачий.

## В ролях
- Микаэль Юн — Тони
- Албан Иванов — Вилли
- Флоренс Форести — Кэролайн Жамар
- Сара Суко — Джулия
- Коринн Масиеро — Элис Дешампс
- Франсуа Берлан — комиссар Даран

## Производство
Съемки фильма проходили в Париже, Франция.

## Маркетинг
Локализованный трейлер картины был опубликован в сети 7 октября 2020 года.